# Byasa laos
Byasa laos är en fjärilsart som först beskrevs av Riley och Godfrey 1921.  Byasa laos ingår i släktet Byasa och familjen riddarfjärilar. Inga underarter finns listade i Catalogue of Life.